# César de la Mora
César de la Mora y Abarca (Santander, 1873-5 de marzo de 1937) fue un abogado y político conservador español, diputado maurista.

## Biografía
Nació en 1873 en Santander. Hijo de Regina Abarca y Flejo y Julio de la Mora Varona, fue hijastro de Germán Gamazo y medio hermano de Juan Antonio Gamazo. También estaba enlazado mediante vínculos familiares con Antonio Maura.
Cacique del distrito toledano de Puente del Arzobispo durante la Restauración, obtuvo escaño de diputado por dicho distrito en las elecciones de 1903,
1905, 1907, 1910, 1914, 1916 y 1918. Tras la fractura interna del partido conservador de 1913 se había decantado por el maurismo y en 1919 se convirtió en senador vitalicio.
Fue miembro (vocal) de la dirección de la Junta Nacional de Prensa Católica, fundada en 1925, con un perfil conservador e integrista. Perteneció a la rama del maurismo que colaboró la dictadura de Primo de Rivera.
Terrateniente, tuvo presencia en una veintena de consejos de empresas, entre ellas el Banco Español de Crédito, del que fue consejero desde 1915.
Formó parte del grupo de financiadores de la trama conspiradora que buscaba subvertir el régimen republicano y que contó con el consentimiento de Alfonso XIII desde su exilio parisino.
En 1936, tras el registro de su vivienda del número 66 de la calle Alcalá en 1936 por parte de los Linces de la República durante la Guerra Civil, la brigada encontró entre sus pertenencias 3 millones de pesetas y 300 kilos de plata.
Falleció en un accidente de automóvil el 5 de marzo de 1937.